# 石崎政一郎
石崎 政一郎（いしざき まさいちろう、1895年12月8日 - 1972年7月25日）は、昭和期の法学者。専攻は労働法、社会保障法。フランス法。東北大学名誉教授。元立教大学法学部教授。日仏法学会会長を歴任。

## 経歴
銀行頭取の石崎丈太郎の長男として生まれる（石崎家第3代）。東京出身。東京帝国大学法学部卒業。1921年（大正10年）に、渡欧、パリ大学、リヨン大学で法学を学び、博士号の学位を得る。1940年（昭和15年）、家督を相続。戦時中は、東北帝国大学報国隊第4大隊に所属、学徒勤労動員に関わる。
1952年（昭和27年）4月から1954年（昭和29年）3月まで東北大学法学部長を務め、1959年（昭和34年）3月に定年退職後、名誉教授となり、同年4月に立教大学法学部教授に就任。立教大学図書館には、フランスの労働法と日本の労働法全般の資料から成る2000冊近い「石崎政一郎文庫」が収まっている。フランス法を中心に広い比較法的視野から労働法、社会法の研究を進めた。国際社会法学会（本部：ジュネーブ）、日仏法学会会長も歴任。

## 家族
- 父方祖父・田島新之助 ‐ 埼玉県士族[2]
- 父・石崎丈太郎 (1869-) ‐ 米相場で巨富を築いた石崎政蔵の養子。東京府多額納税者、足利銀行、下毛貯蓄銀行、合同肥料各取締役、忍商業銀行頭取。[2]
- 父方伯父・田島竹之助[2]
- 妹・美代 ‐ 足袋商で富士紡績などの重役を務めた川崎栄助（初代）の孫・計之助の妻。[2]

## 著書
「労働法講座」、「フランスの労働協約法」など。その他翻訳本も多い。